# Primula umbratilis
Primula umbratilis är en viveväxtart som beskrevs av I. B. Balf. och Cooper. Primula umbratilis ingår i släktet vivor, och familjen viveväxter. Utöver nominatformen finns också underarten P. u. alba.